# Maria Bibro
Maria Bibro   (Brzesko, 18 de juliol de 1936 - Tarnów, 9 de gener de 1996), coneguda també com a Maria Kusion-Bibro, fou una atleta polonesa, especialista en curses de velocitat i salt de llargada, que va competir durant les dècades de 1950 i 1960.
El 1956 va prendre part en els Jocs Olímpics d'Estiu de Melbourne, on va disputar tres proves del programa d'atletisme. Fou novena en el salt de llargada, mentre que en les altres dues proves quedà eliminada en sèries. Quatre anys més tard, als Jocs de Roma, fou tretzena en la prova del salt de llargada.
En el seu palmarès destaca una medalla de bronze en els 4x100 metres del Campionat d'Europa d'atletisme de 1958, formant equip amb Maria Chojnacka, Barbara Janiszewska i Celina Jesionowska. També guanyà dues medalles de plata en llargada i una de bronze en els 4x100 metres al Festival Mundial de la Joventut i els Estudiants de 1954 i 1957. Guanyà deu campionats nacionals, dos en els 100 metres (1955, 1959), quatre en el salt de llargada (1955, 1956, 1960, 1961), dos en el 4x100 metres (1955, 1956) i dos en el pentatló (1955, 1961). Així mateix, va establir setze rècords nacionals.

## Millors marques
- 100 metres. 11.7" (1956)
- 200 metres. 24.4" (1955)
- salt de llargada. 6.38 metres (1961)[5]